# Tommy Johansson
Tommy Johansson, noto anche come Tommy ReinXeed (Boden, 26 ottobre 1987), è un polistrumentista, cantante e produttore discografico svedese, noto come chitarrista della band heavy metal Sabaton e attivo nelle band Majestica e Golden Resurrection come cantante, chitarrista e tastierista.

## Carriera
Nel 2000 Johansson ha fondato la band symphonic/power metal ReinXeed ma, dopo la registrazione di alcuni demo, gli altri membri hanno lasciato il gruppo e Johansson ha continuato la carriera come solista, sotto lo pseudonimo di Tommy ReinXeed. Dal 2008 ha rinominato il gruppo Majestica e pubblicato sei album in studio.
Dal 2008 al 2011 Johansson è stato il batterista della band Arized. Nel 2009 è stato chitarrista e compositore della band Heroes of Vallentor, al cui album del 2014 Warriors Path, Part 1 ha contribuito come autore.
Nel 2009 ha vinto il campionato svedese di karaoke.

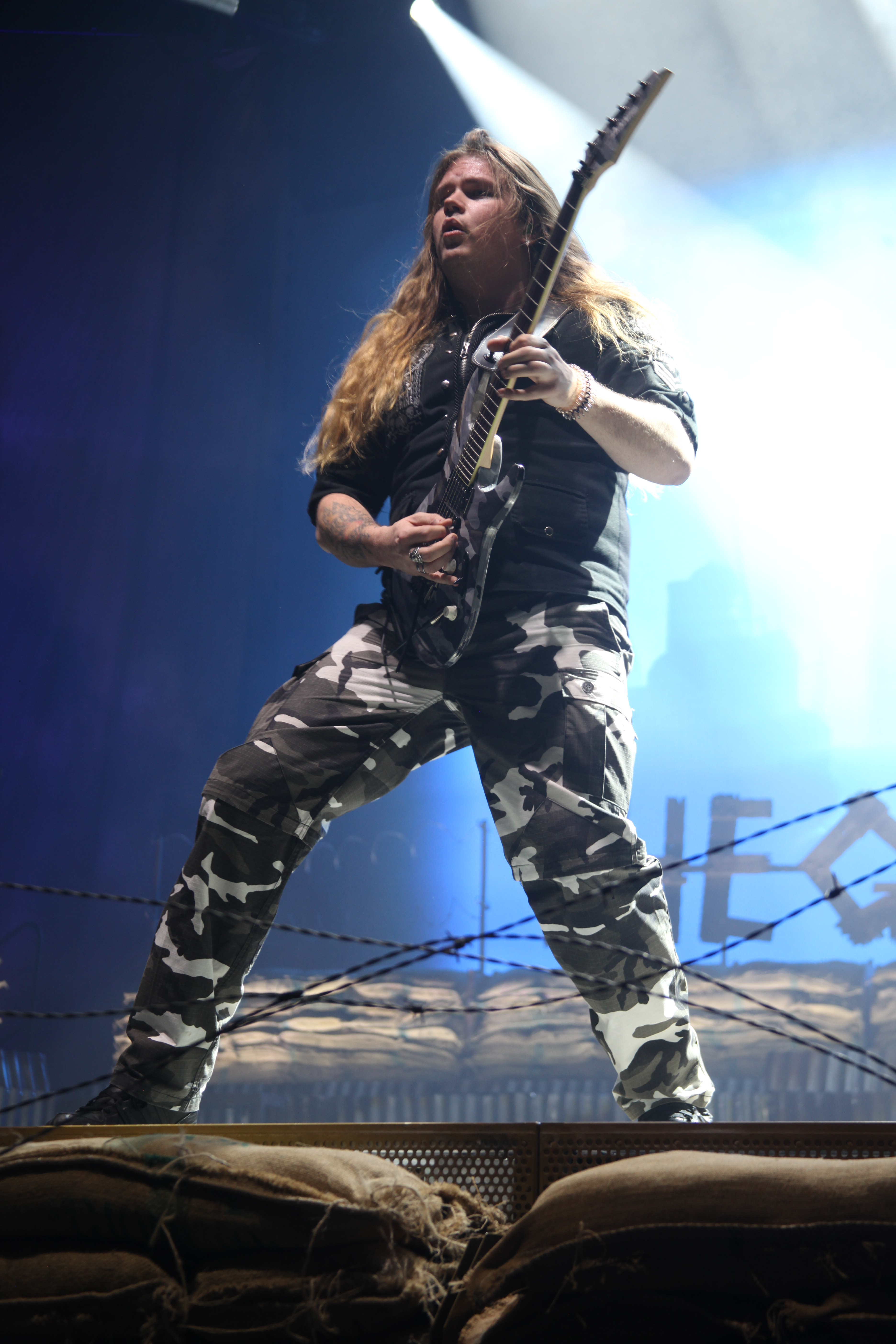
Tommy Johansson coi Sabaton durante il The Great Tour a Stoccarda nel 2020

Inoltre, Johansson ha partecipato in diversi ruoli in altre band: è stato il batterista di Charlie Shred dal 2011; nel 2012 il cantante dei Sabaton Joakim Brodén gli ha chiesto se potesse sostituire uno dei due chitarristi che se ne erano andati, ma Johansson all'epoca ha rifiutato a causa di altri impegni; infine, nel 2016 è succeduto a Thobbe Englund come chitarrista dei Sabaton.
Johannson era un fan dei Sabaton dall'uscita di Primo Victoria nel 2005 e ha visto il gruppo esibirsi dal vivo allo Sweden Rock Festival. Nel 2010 ha incontrato Joakim Brodén a una festa in cui entrambi erano ubriachi hanno cominciato a suonare al pianoforte alcune canzoni dei film Disney.
Registrata nel 2017 e pubblicata nel 2018, la cover dei Manowar Kingdom Come è la prima traccia pubblicata da Johansson con i Sabaton.
Nel 2017 Johansson è stato il cantante dal vivo del gruppo musicale svedese Twilight Force.

## Altre attività
Nel frattempo, Johansson ha iniziato a produrre musica sotto lo pseudonimo di ReinXeed ed è stato attivo come mixerista e paroliere. In queste registrazioni suona principalmente chitarra e tastiere, oltre a destreggiarsi con il basso elettrico e la batteria.
Dal 2017 suona nella band The Last Heroes con Thobbe Englund, Chris Rörland e Hannes Van Dahl.

## Discografia

### Con i ReinXeed/Majestica
- The Light (2008)
- Higher (2009)
- Majestic (2010)
- 1912 (2011)
- Swedish Hitz Goes Metal (2011)
- Welcome to the Theater (2012)
- A New World (2013)
- Swedish Hitz Goes Metal Vol.2 (2013)
- Above the Sky (2019)
- A Christmas Carol (2020)
- Metal United (2021)
- Power  Train (2025)

### Con i Golden Resurrection
- Glory to My King (2010)
- Man with a Mission (2011)
- One Voice for the Kingdom (2013)

### Con i Sabaton
- The Last Stand (2016)
- The Great War (2019)
- The War to End All Wars (2022)

### Con i Memories of Old
- The Land of Xia (single) (2019)
- Zera's Shadow (single) (2019)
- Some Day Soon (single) (2020)
- The Zeramin Game (2020)

### Con i Dampf
- The Arrival (2022)[12]